# Traduction œcuménique de la Bible
La Traduction œcuménique de la Bible (TOB ; titre complet : La Bible : traduction œcuménique) est une traduction de la Bible en français effectuée par des chrétiens de différentes confessions publiée pour la première fois en 1975. Les traductions sont catholiques et protestantes pour les éditions de 1975 et 1988, puis à partir de la révision de 2010 des chrétiens orthodoxes se joignent à la traduction, et de nouveaux textes deutérocanoniques propres à ces Églises sont ajoutés.

## Histoire
Dès la mise en place du projet le 8 novembre 1965, la participation des orthodoxes a été sollicitée. Cette participation s'avéra effective mais peu importante du fait qu'il n'y avait que deux exégètes orthodoxes de langue française. Il s'est aussi posé la question de la participation d'exégètes juifs. Ne pouvant se faire directement à l'origine, l'idée a été de prendre en compte la tradition juive en utilisant l'ordre des livres de la Bible hébraïque ainsi qu'en étant fidèle au texte massorétique (TM), sans pour autant renoncer à celui de la Septante là où elle le corrige,,.
Le projet est lancé par les pères dominicains de l'école biblique et archéologique française de Jérusalem, qui assuraient la révision de la Bible de Jérusalem, avec les spécialistes protestants dont ils avaient demandé la collaboration. Il est coordonné par le prêtre théologien François Refoulé et le pasteur Georges Casalis, professeur à la Faculté de théologie protestante de Paris. La TOB est publiée par deux éditeurs, l'un catholique, l'autre d'origine protestante, les Éditions du Cerf et l'Alliance biblique française. Ce travail inédit de traduction conjointe commence par la traduction de l'Épître aux Romains.

## Éditions
Après des révisions en 1988 et 2004, une nouvelle édition de cette traduction est parue en novembre 2010 conjointement aux éditions du Cerf et à la Société biblique française Bibli'O. Elle est la première édition à inclure des livres bons à connaître issus de la tradition orthodoxe. Ce sont les livres suivants,, :
- 3 Esdras (en) ;
- 4 Esdras ;
- 3 Maccabées ;
- 4 Maccabées ;
- la Prière de Manassé ;
- le Psaume 151.

De plus, cette édition a revu la traduction du texte. Les anachronismes sont corrigés tel que, par exemple, dans Genèse 4.21 où le mot cithare devient lyre. Certaines adaptations du texte sont plus anecdotiques. Ainsi, il est rapporté dans l'avant-propos de la TOB version 2010 : « La « guerre sainte » est devenue guerre de Dieu pour des raisons que chacun comprendra. »
Une version numérique de l'édition a été réalisée, qui tire parti des possibilités de liens hypertextes pour les notes et les renvois d'une partie du texte à l'autre. Étant un travail œcuménique, la TOB n'est pas revêtue de l'imprimatur, cette autorisation officielle de publier étant propre à l'Église catholique.
Une nouvelle édition de la TOB est indiquée en 2019 comme en préparation.